# 萧眉古得
萧眉古得（?—?），辽穆宗时政事令。辽朝契丹人，辽世宗的妻弟。《旧五代史·卷112》作萧海贞，《契丹国志·卷五》、《资治通鉴》作萧海真。
后周太子宾客李涛的弟弟李澣，在契丹当勤政殿学士，萧眉古得担任幽州节度使、国舅政事令。李澣与萧眉古得关系很好。李澣劝说萧海真归附后周，萧眉古得欣然答应。应历二年（952年）六月壬辰，萧眉古得、宣政殿学士李澣计划南奔，事发，辽穆宗下诏暴露其罪。